# Massacre de Liquiçá

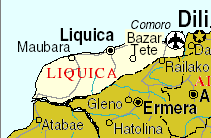
Mapa mostrando a localização do distrito de Liquiçá.

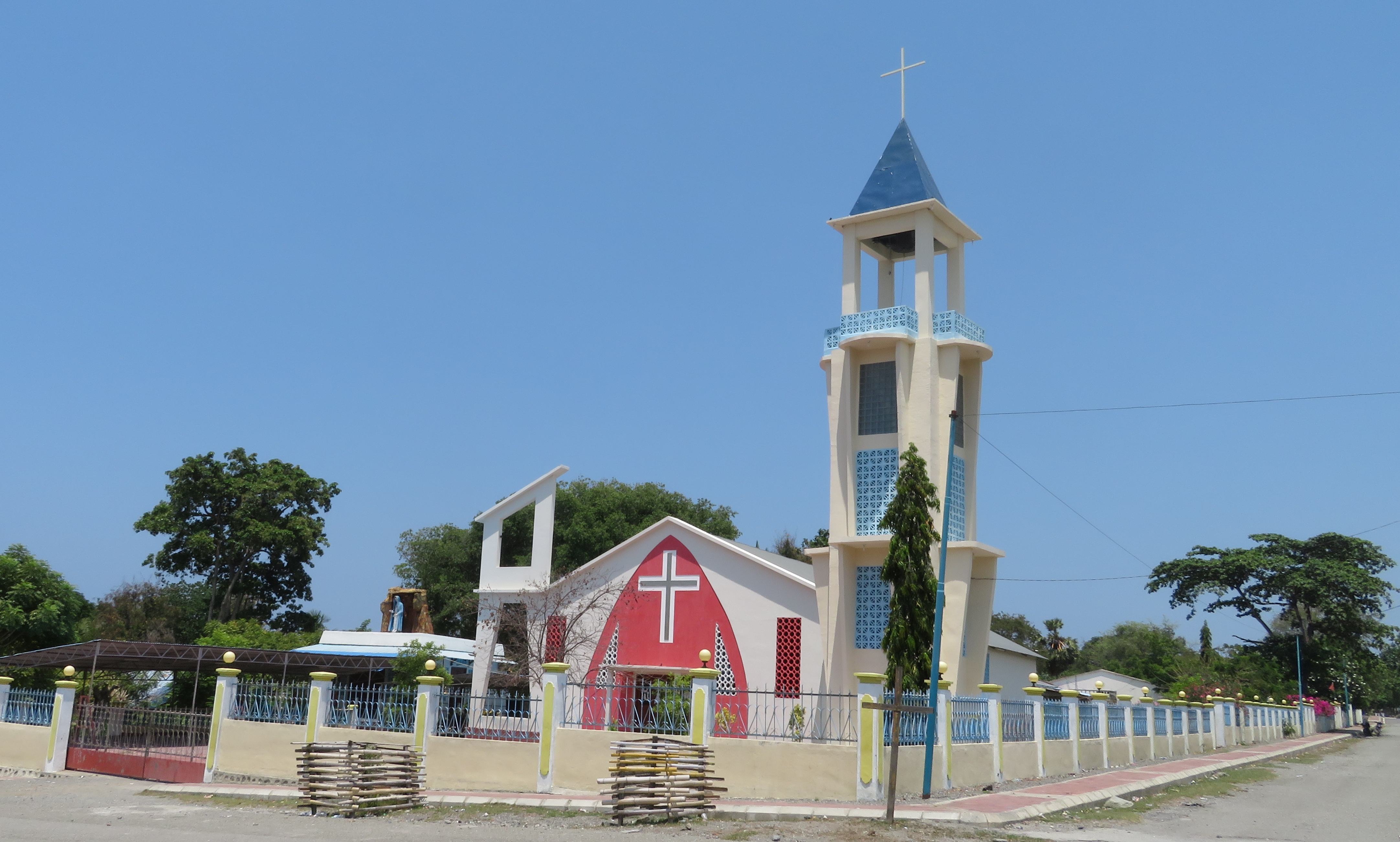
Igreja São João de Brito no ano 2016

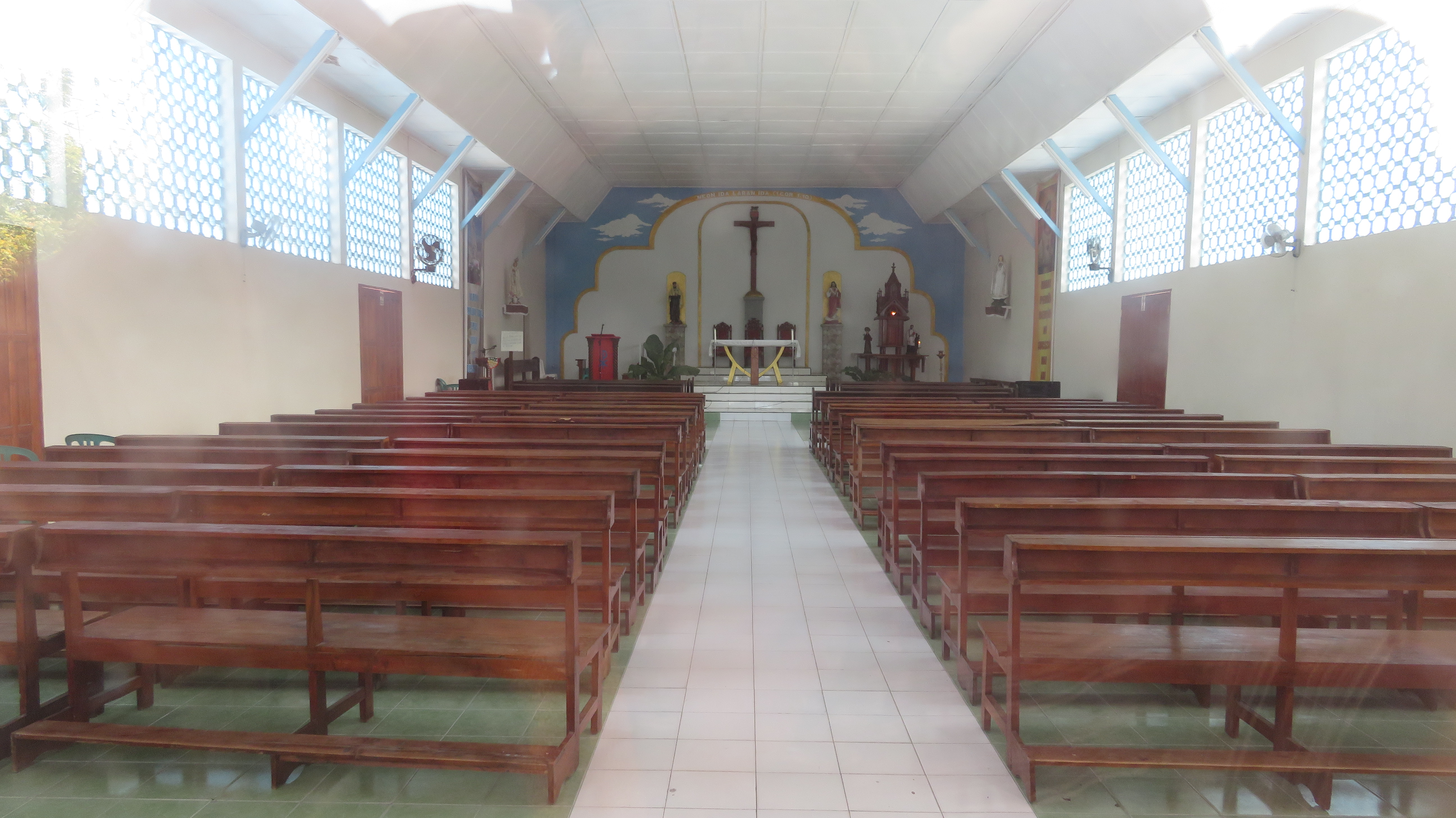
Igreja São João de Brito no ano 2016

O Massacre de Liquiçá foi o massacre das tropas da Indonésia, ocorrido cinco meses antes do plebiscito sobre a independência de Timor-Leste em 30 de agosto de 1999, ocorrido em 6 de Abril do mesmo ano.
Liquiçá é uma cidade costeira localizada no litoral norte da província de Timor Timur (nome da província que a Indonésia deu ao Timor Português, após o invadir no final de 1975).
Em 1999, quando o governo indonésio anunciou a intenção de propor independência ou a possível devolução do território a Portugal, milícias apoiadas pelos militares indonésios, tentavam forçar os leste-timorenses a votarem por continuar sob domínio indonésio. O resultado disso provocou várias denúncias no exterior de que está havendo violência na então província. Um dos casos ocorreu no distrito de Liquiçá.
Em 6 de abril, soldados e milícias queimaram e pilharam casas neste distrito, e cerca de 2 mil apoiantes da independência tiveram que se refugiar na igreja católica de São João de Brito em Dato (Liquiçá). Ali foram selvaticamente atacados por grupos munidos de machetes.
Um relatório policial apenas faria menção a apenas cinco mortes, mas testemunhas oculares afirmaram que o número de mortes se situaria entre 30 a 100. O responsável pelo ataque é o único preso pelo massacre, já que outros acusados diretamente tiveram penas anuladas.
Em 2008, o Governo da Indonésia expressou arrependimento pela violência que se registou em 1999, em Timor-Leste. Mas o presidente Susilo Bambang Yudhoyono rejeitou os pedidos para que os culpados fossem presentes a um tribunal internacional. Juntamente com os dirigentes timorenses, o presidente indonésio argumentava que os crimes do passado deveriam ser perdoados em nome do futuro.

## Referência
- Timor-Leste: Liquiçá foi há 10 anos, VOA, 6 de Abril de 2009